# Coalition des forces laïques et démocratiques syriennes
La Coalition des forces laïques et démocratiques syriennes (en arabe : الائتلاف العلماني الديموقراطي السوري) est l'embryon d'une opposition syrienne laïque et démocratique qui est apparue pendant la Révolte syrienne de 2011-2012. Elle a été créée en septembre 2011 par le rassemblement d'une dizaine de formations musulmanes et chrétiennes, arabes et kurdes, qui ont appelé l'ensemble des minorités en Syrie à soutenir la lutte contre le régime de Bachar el-Assad,.
La coalition a demandé une intervention militaire en Syrie, sous la forme d'une zone d'exclusion aérienne selon le modèle du Kosovo, avec des villes sécurisées,. La présidente de la coalition, qui est aussi membre du Conseil national syrien, est Randa Kassis,,,.